# 719. Infanterie-Division
La 719. Infanterie-Division (719ª Divisione di fanteria) fu un'unità della Wehrmacht operativa durante la seconda guerra mondiale, principalmente adibita alla sorveglianza delle coste olandesi e ai servizi di contraerea.

## Storia
| Luogo                    | Periodo             |
| Germania                 | mag 1941 - giu 1941 |
| Paesi Bassi              | giu 1941 - gen 1945 |
| Germania sud-occidentale | gen 1945 - mar 1945 |

La 719. Infanterie-Division ebbe origine il 3 maggio 1941 e le sue file furono in costruzione fino a giugno quando, ormai completa, venne spostata a Dordrecht, nella regione olandese dei Paesi Bassi. L'unità stazionò in questa città sotto l'88º Corpo d'armata fino al settembre 1944, mese in cui venne inviata ad Anversa alle dipendenze della 1ª Armata paracadutisti. Dopo aver contrastato l'operazione Market Garden combattendo lungo il canale Mosa-Schelda a Barendrecht, ad ottobre la 719. Infanterie-Division venne assegnata alla 15ª Armata, prima facente parte del Gruppo d'armate B e poi, a dicembre, del Gruppo d'armate H.

Nel gennaio 1945 l'unità venne messa in riorganizzazione per essere schierata nella Saarland il mese successivo, dove si scontrò duramente con le forze Alleate prima di venire completamente distrutta a marzo.
La divisione fu ricostituita il 14 aprile 1945 dalla 19ª Armata nell'Alto Reno, e l'8 maggio i suoi componenti si arresero agli statunitensi presso Münsingen, in Svizzera.

## Ordine di battaglia
1941
- 723. Infanterie-Regiment (723º Reggimento di fanteria)
- 743. Infanterie-Regiment
- 663. Artillerie-Abteilung (663º Battaglione di artiglieria)
- 719. Pionier-Kompanie (719º Compagnia del genio militare)
- 719. Nachrichten-Kompanie (719º Battaglione comunicazioni)
- 719. Versorgungseinheiten (unità di supporto)

1942
- 723. Infanterie-Regiment
- 743. Infanterie-Regiment
- 663. Artillerie-Abteilung
- 719. Divisionseinheiten

1943
- 723. Grenadier-Regiment (723º Reggimento granatieri)
- 743. Grenadier-Regiment
- 663. Artillerie-Regiment
- 719. Pionier-Bataillon
- 719. Panzerjäger-Kompanie (719ª Compagnia cacciacarri)
- 719. Nachrichten-Abteilung
- 663. Feldersatz-Bataillon (663º Battaglione rimpiazzi)
- 719. Versorgungseinheiten

1944
- 723. Grenadier-Regiment
- 743. Grenadier-Regiment
- 766. Grenadier-Regiment
- 719. Divisions-Füsilier-Bataillon (719º Battaglione fucilieri)
- 1719. Artillerie-Regiment
- 719. Pionier-Bataillon
- 719. Divisionseinheiten

1945
- 723. Grenadier-Regiment
- 743. Grenadier-Regiment
- 766. Grenadier-Regiment
- 719. Füsilier-Bataillon
- 1719. Artillerie-Regiment
- 719. Pionier-Bataillon
- 719. Panzerjäger-Abteilung
- 719. Nachrichten-Abteilung
- 719. Feldersatz-Bataillon
- 719. Versorgungseinheiten

## Comandanti
| Nome            | Grado           | Inizio           | Fine             | Note                    |
| Erich Höcker    | Generalleutnant | 3 maggio 1941    | 10 gennaio 1944  |                         |
| Max Horn        | Generalleutnant | 10 gennaio 1944  | 15 febbraio 1944 |                         |
| Carl Wahle      | Generalmajor    | 15 febbraio 1944 | 1º agosto 1944   |                         |
| Karl Sievers    | Generalleutnant | 3 agosto 1944    | 3 ottobre 1944   |                         |
| Rudolf Goltzsch | Oberst          | 3 ottobre 1944   | 10 ottobre 1944  |                         |
| Felix Schwalbe  | Generalleutnant | 10 ottobre 1944  | 16 dicembre 1944 |                         |
| Heinrich Gäde   | Generalmajor    | 16 dicembre 1944 | 30 marzo 1945    | Catturato dagli Alleati |
| Willy Seeger    | Generalleutnant | 14 aprile 1945   | 8 maggio 1945    |                         |

Dati tratti da: